# دنباله‌دار مسیر خورشیدی
یک دنباله‌دار مسیر خورشیدی یا خورشیدگذر، یا دنباله‌دار سانگِریزینگ (به انگلیسی: Sungrazing Comet) وابسته به گروه ویژه‌ای از دنباله‌دارهاست که هنگام حضیض خود، به فاصلهٔ بسیار کمی با خورشید قرار می‌گیرند. حتی بسیاری از آن‌ها به فاصلهٔ چند هزار مایلی خورشید نیز می‌رسند. گذر از این فاصلهٔ کوتاه از خورشید برای ماندگاری دنباله‌دارها بسیار خطرناک است. آن‌ها در معرض تابش شدید خورشیدی قرار می‌گیرند؛ البته فشار فیزیکی تابش خورشیدی است که به شکل‌گیری دُم دنباله‌دارها کمک می‌کند. علاوه بر این، دنباله‌دارها در نزدیکی خورشید، نیروهای جزر و مدی بسیار قوی یا فشار گرانشی را نیز تجربه می‌کنند. در این محیط خصمانه و ناسازگار، بسیاری از دنباله‌دارها با این سفر به پیرامون خورشید از میان می‌روند. حتی اگر آن‌ها به سطح خورشید سقوط نکنند، هنوز خورشید می‌تواند آن‌ها را نابود سازد.
بسیاری از دنباله‌دارها که دارای مدارهای مشابه هستند، «کروز پاس» نامیده می‌شوند و جمعی دیگر متعلق به گروهی به نام «گروه کروز» هستند. نزدیک به ۸۵ درصد دنباله‌دارهایی که توسط رصدگری‌های سوهو شناخته شده‌اند در این بزرگراه مداری دیده شده‌اند.
دانشمندان بر این باورند که صدها یا هزاران سال پیش، یک دنباله‌دار مسیر خورشیدی وجود داشته که فروپاشیده و دنباله‌دارهای کروز پاس باقی‌ماندهٔ آن هستند. در ۲۸ نوامبر ۲۰۱۳، سی/۲۰۱۲ اس۱ که در آن زمان آیسون نام گرفت به حضیض خود (۷۳۰٬۰۰۰ مایل فاصله از خورشید) رسید. مدار این دنباله‌دار نشان می‌داد که در این دیدار می‌تواند تکانهٔ کافی برای گریز از سامانهٔ خورشیدی را به دست آورَد. گمانه‌زنی‌های زیادی در بارهٔ این دنباله‌دار منتشر شده‌بود. برخلاف پیش‌بینی‌ها، آیسون با چشم غیر مسلح دیده نشد. در ۲۸ نوامبر ۲۰۱۳ (روز حضیض خورشیدی) اعلام شد که آیسون ممکن است به طور کامل یا پارهٔ بزرگی از آن متلاشی شده باشد.
در ۸ مه ۲۰۱۴، پس از بررسی دقیق نگاره‌های فروپاشی، اعلام شد که ساعتی پیش از حضیض خورشیدی دنباله‌دار آیسون به طور کامل از هم پاشیده شده‌است.

## نقش در ستاره‌شناسی خورشیدی
بررسی جابجایی دم در آن دسته از دنباله‌دارهای مسیر خورشیدی که در سفر گذر حضیض خورشید پایدار می‌مانند (مانند دنباله‌دار لاوجوی) می‌تواند ستاره‌شناسان خورشیدی را با آگاهی‌هایی در مورد ساختار تاج خورشیدی، به ویژه ساختار مغناطیسی دقیق‌تری از آن یاری دهد.